# チャンストウライ
チャンストウライは地方競馬の兵庫県競馬組合に所属していた日本の競走馬。主戦騎手は下原理。おもな勝ち鞍は兵庫ダービー、菊水賞、兵庫大賞典、東海菊花賞、佐賀記念。

## 戦績
2005年8月16日、ファーストトライ競走を勝利して中央競馬 (JRA) で芝の競走を2戦した。のち、兵庫ジュニアグランプリ翌日の地元オープン特別で圧勝。

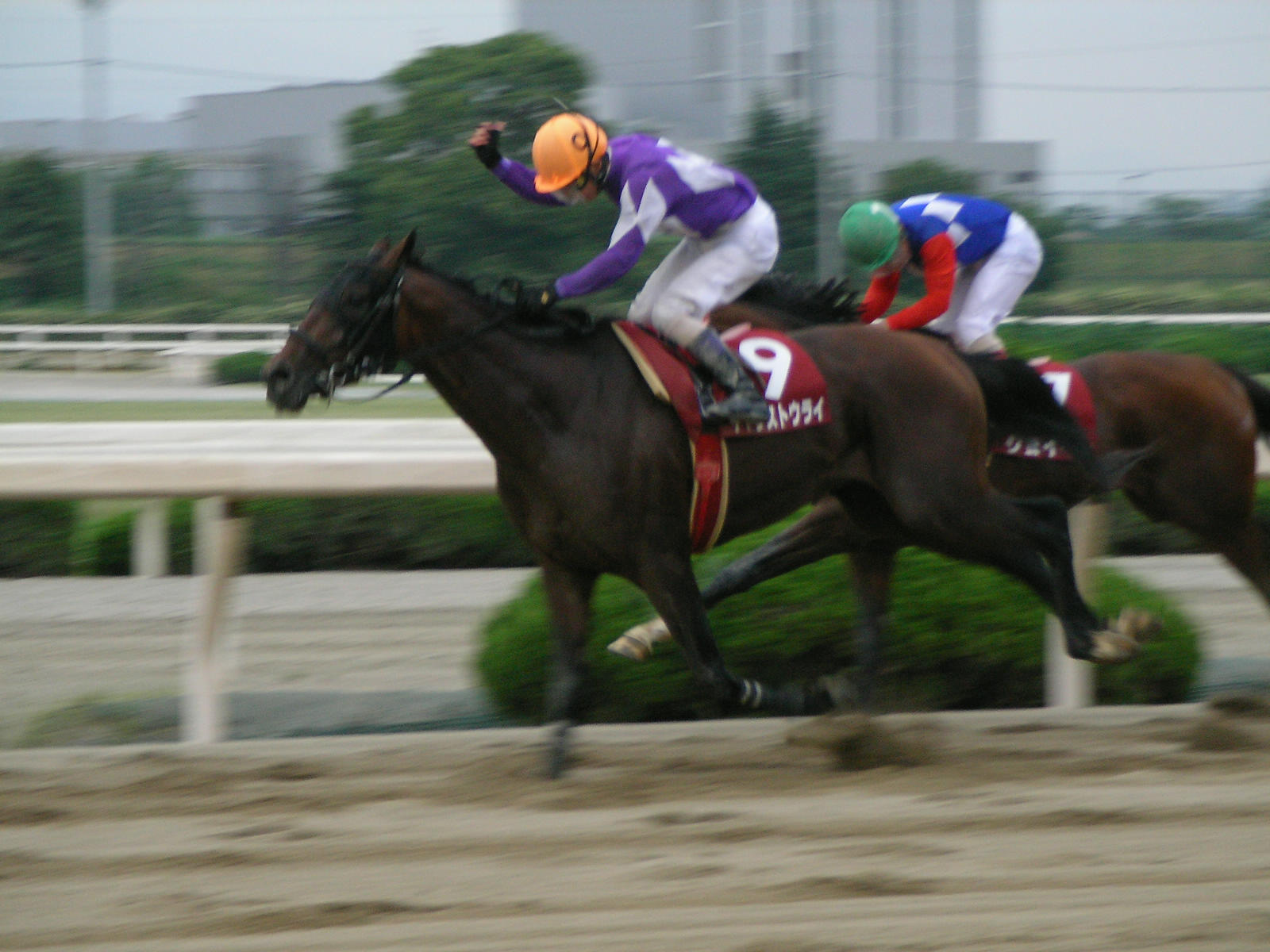
兵庫ダービー

半年振りとなった2006年5月18日のオープン特別も圧勝し、重賞未勝利ながら地元トップのジョイーレに続く存在として兵庫ダービーでは2番人気の支持を集める。そのジョイーレを2周目3コーナーからの叩き合いで競り落として重賞初制覇。レース直後には陣営は菊水賞行きを明言して、ジャパンダートダービーは回避したが、その菊水賞でも兵庫ダービーと同じようなレース振りでジョイーレを競り落とし2冠目を制した。ダービーグランプリ出走が期待されていたが、レースの2日後に右前手根骨骨折が判明、年内復帰は絶望的となった。
復帰は年明け1月25日のハッピー241賞。初めて古馬との対決となったが、ベストタイザンに競り勝ち、復帰戦を勝利で飾った。しかし名古屋競馬場での梅見月杯ではムーンバレイに敗れ2着になった。続いての名古屋大賞典では5着に敗れた。地元に帰って兵庫大賞典に出走。ここではタガノインディーとの接戦をアタマ差制して、2007年初の重賞制覇となった。その後、帝王賞に出走。初のJpn1競走への出走で強豪との勝負となり人気も13番人気と低かったが、シーキングザダイヤなどを交わし4着に入り、地方競馬所属の馬で最先着を果たした。
秋は姫山菊花賞から始動した。圧倒的1番人気に推されて出走したものの、愛知所属のウイニングウインドの2着に敗れて、地元兵庫県で初の敗戦を喫した。続いて東海菊花賞に出走。1番人気のマルヨフェニックスとの叩き合いを制し、重賞4勝目となった。優先出走権を得た名古屋グランプリではフィールドルージュの3着に入った。
2008年は佐賀記念から始動。向こう正面で先頭に並びかけると、直線では後続をそのまま突き放し、レコードタイムで勝利。悲願のダートグレード競走初勝利となった。兵庫県所属馬がダートグレードレースを制したのはロードバクシンに続き2頭目、地元以外のダートグレードレースを制したのは史上初の快挙であった。阪神大賞典に出走して10着に終わるが、翌月のアンタレスステークスでは中団から馬群を割ってしぶとく伸び、1着馬から0.5秒差の5着に入線した。続く帝王賞では直線で伸び切れず、6着だった。
その後、夏バテで体調を崩してしまい、予定通りに調整ができず、地元園田競馬場で行われたJBCクラシックに直行し、結果は見せ場なく10着だった。続く名古屋グランプリは地方所属馬では最先着ながら5着に終わった。
2009年も前年同様佐賀記念から始動したが、5着に終わった。続く名古屋大賞典では、同じく兵庫県所属のベストタイザンに先着を許しての6着になり、兵庫県所属の馬に初めて敗戦を喫した。しかしながら、次走、約1年半ぶりに地元の重賞である兵庫大賞典に出走すると、アルドラゴン、ベストタイザンとの兵庫三強対決を制し、約1年3ヶ月ぶりの勝利を重賞制覇で飾った。
続く神姫バス杯では約2年半ぶりとなる1400m競走にもかかわらず1番人気に応え快勝したが、同距離で行われた7月のオッズパークグランプリでは見せ場がなく6着に終わり、地元の園田競馬場で初めて兵庫県所属馬 (アルドラゴン、3着) に敗れた。この年も夏負けの兆候が見られ、このあと11月の楠賞まで休養に充てた。迎えた楠賞は、3歳馬キヨミラクル、4歳馬バンバンバンクとの激しい追い比べを制して重賞通算7勝目を飾った。
2010年は六甲盃から始動したが、2週目第4コーナーで故障を発生し競走中止。その後半年以上休養に当てたが回復せずに9月23日付で地方競馬の競走馬登録を抹消、引退した。今後は馬主の意向により高知県須崎市の土佐黒潮牧場に預託、功労馬として余生を送ることとなっている。
アルドラゴン、ベストタイザンと並び、2000年代後期の「兵庫三強」と称されることが多いが、兵庫でデビューした純地元馬はチャンストウライのみである。また、地元重賞競走を中心にゴール前の大接戦にめっぽう強かったのが特徴であった。

## 競走成績
以下の内容は、netkeiba.comおよびJBISサーチに基づく。
| 競走日     | 競馬場 | 競走名                 | 格     | 距離（馬場）  | 頭 数 | 枠 番 | 馬 番 | オッズ （人気） | 着順 | タイム （上り3F） | 着差 | 騎手      | 斤量 [kg] | 1着馬（2着馬）         | 馬体重 [kg] |
| ---------- | ------ | ---------------------- | ------ | ------------- | ----- | ----- | ----- | --------------- | ---- | ----------------- | ---- | --------- | --------- | ---------------------- | ----------- |
| 2005.08.16 | 園田   | ファーストトライ       | J認    | ダ0820m（良） | 8     | 4     | 4     | 007.30（3人）   | 01着 | R0:50.9           | -0.1 | 0谷川真生 | 54        | （ステップシンエイ）   | 492         |
| 0000.09.18 | 阪神   | 野路菊S                | OP     | 芝1600m（良） | 11    | 1     | 1     | 067.60（8人）   | 08着 | R1:37.5（35.7）   | -1.5 | 0岩田康誠 | 54        | メイショウサムソン     | 492         |
| 0000.10.29 | 京都   | 萩S                    | OP     | 芝1800m（重） | 8     | 5     | 5     | 108.90（8人）   | 08着 | R1:50.6（35.6）   | -1.5 | 0下原理   | 55        | フサイチリシャール     | 488         |
| 0000.11.24 | 園田   | 2歳T1                  |        | ダ1400m（良） | 11    | 1     | 1     | 001.00（1人）   | 01着 | R1:31.2           | -0.9 | 0岩田康誠 | 54        | （オリエンテーリング） | 480         |
| 2006.05.18 | 園田   | 3歳T1                  |        | ダ1700m（不） | 12    | 7     | 9     | 002.10（1人）   | 01着 | R1:49.0           | -0.9 | 0下原理   | 54        | （ビビットプラム）     | 490         |
| 0000.06.08 | 園田   | 兵庫ダービー           | 重賞I  | ダ1870m（良） | 11    | 7     | 9     | 002.30（2人）   | 01着 | R2:02.8           | -0.2 | 0下原理   | 54        | （ジョイーレ）         | 492         |
| 0000.07.19 | 園田   | 菊水賞                 | 重賞I  | ダ1700m（不） | 8     | 2     | 2     | 001.80（2人）   | 01着 | R1:48.4           | -0.0 | 0下原理   | 54        | （ジョイーレ）         | 490         |
| 2007.01.25 | 園田   | ハッピー241賞          | S1     | ダ1400m（良） | 10    | 6     | 6     | 002.60（2人）   | 01着 | R1:29.6           | -0.1 | 0下原理   | 54        | （ベストタイザン）     | 519         |
| 0000.02.23 | 名古屋 | 梅見月杯               | SPI    | ダ1800m（稍） | 12    | 7     | 10    | 002.90（2人）   | 02着 | R1:56.6（38.5）   | -0.3 | 0大山真吾 | 57        | ムーンバレイ           | 511         |
| 0000.03.28 | 名古屋 | 名古屋大賞典           | JpnIII | ダ1900m（良） | 12    | 7     | 10    | 103.30（7人）   | 05着 | R2:05.0           | -0.6 | 0下原理   | 56        | アルドラゴン           | 509         |
| 0000.05.03 | 園田   | 兵庫大賞典             | 重賞I  | ダ2400m（良） | 11    | 3     | 3     | 002.00（1人）   | 01着 | R2:43.4（38.0）   | -0.0 | 0下原理   | 56        | （タガノインディー）   | 519         |
| 0000.06.27 | 大井   | 帝王賞                 | JpnI   | ダ2000m（良） | 15    | 2     | 3     | 142.2（13人）   | 04着 | R2:05.0（37.8）   | -0.7 | 0下原理   | 57        | ボンネビルレコード     | 504         |
| 0000.10.04 | 園田   | 姫山菊花賞             | 重賞I  | ダ1700m（良） | 11    | 3     | 3     | 001.70（1人）   | 02着 | R1:49.3（37.0）   | -0.3 | 0下原理   | 56        | ウイニングウインド     | 507         |
| 0000.11.15 | 名古屋 | 東海菊花賞             | SPI    | ダ1900m（良） | 11    | 5     | 5     | 002.20（2人）   | 01着 | R2:04.4（39.1）   | -0.1 | 0下原理   | 57        | （マルヨフェニックス） | 512         |
| 0000.12.24 | 名古屋 | 名古屋グランプリ       | JpnII  | ダ2500m（不） | 12    | 3     | 3     | 017.80（5人）   | 03着 | R2:41.5（36.9）   | -0.5 | 0下原理   | 56        | フィールドルージュ     | 521         |
| 2008.02.11 | 佐賀   | 佐賀記念               | JpnIII | ダ2000m（良） | 12    | 3     | 3     | 004.80（2人）   | 01着 | R2:06.8           | -0.8 | 0下原理   | 56        | （クーリンガー）       | 513         |
| 0000.03.23 | 阪神   | 阪神大賞典             | GII    | 芝3000m（良） | 13    | 4     | 4     | 087.9（11人）   | 10着 | R3:10.0（35.4）   | -1.3 | 0下原理   | 57        | アドマイヤジュピタ     | 520         |
| 0000.04.27 | 京都   | アンタレスS            | GIII   | ダ1800m（良） | 16    | 6     | 12    | 087.9（11人）   | 05着 | R1:51.0（36.1）   | -0.5 | 0下原理   | 57        | ワンダースピード       | 520         |
| 0000.06.25 | 大井   | 帝王賞                 | JpnI   | ダ2000m（稍） | 13    | 3     | 4     | 017.10（7人）   | 06着 | R2:06.3（38.4）   | -1.6 | 0下原理   | 57        | フリオーソ             | 515         |
| 0000.11.03 | 園田   | JBCクラシック          | JpnI   | ダ1870m（良） | 12    | 7     | 10    | 128.50（7人）   | 10着 | R2:01.2（39.8）   | -4.5 | 0下原理   | 57        | ヴァーミリアン         | 519         |
| 0000.12.23 | 名古屋 | 名古屋グランプリ       | JpnII  | ダ2500m（良） | 11    | 8     | 12    | 041.60（5人）   | 05着 | R2:47.6（38.5）   | -1.8 | 0下原理   | 56        | ワンダースピード       | 524         |
| 2009.02.11 | 佐賀   | 佐賀記念               | JpnIII | ダ2000m（良） | 12    | 7     | 9     | 023.80（4人）   | 05着 | R2:09.4           | -2.0 | 0下原理   | 57        | スマートファルコン     | 510         |
| 0000.03.25 | 名古屋 | 名古屋大賞典           | JpnIII | ダ1900m（良） | 11    | 7     | 8     | 223.30（7人）   | 06着 | R2:04.1（38.7）   | -2.3 | 0大山真吾 | 57        | スマートファルコン     | 529         |
| 0000.05.05 | 園田   | 兵庫大賞典             | 重賞I  | ダ2400m（良） | 10    | 7     | 7     | 002.90（2人）   | 01着 | R2:40.0（37.9）   | -0.3 | 0下原理   | 56        | （ベストタイザン）     | 530         |
| 0000.06.17 | 姫路   | 神姫バス杯             | A1     | ダ1400m（良） | 7     | 4     | 4     | 001.00（1人）   | 01着 | R1:29.2（37.2）   | -0.7 | 0下原理   | 56        | （マイシスドリーム）   | 522         |
| 0000.07.16 | 園田   | オッズパークグランプリ | 重賞   | ダ1400m（良） | 11    | 4     | 4     | 003.10（2人）   | 06着 | R1:28.6（38.9）   | -1.7 | 0板野央   | 56        | マルヨフェニックス     | 525         |
| 0000.11.04 | 園田   | 楠賞                   | 重賞I  | ダ1870m（稍） | 8     | 8     | 8     | 001.70（1人）   | 01着 | R2:03.1（38.8）   | -0.0 | 0下原理   | 56        | （キヨミラクル）       | 513         |
| 2010.03.04 | 園田   | 六甲盃                 | 重賞I  | ダ2400m（重） | 10    | 8     | 10    | 003.80（2人）   |      | 競走中止          |      | 0下原理   | 56        | アルドラゴン           | 527         |

## 血統表
| チャンストウライの血統              | チャンストウライの血統                                   | チャンストウライの血統                           | （血統表の出典）                                 | （血統表の出典） |
| 父系                                | サンデーサイレンス系                                     | サンデーサイレンス系                             | サンデーサイレンス系                             | [ § 2 ]          |
| 父 ブラックタキシード 1996年生 青毛 | 父の父*サンデーサイレンス Sunday Silence 1986年生 青鹿毛 | Halo                                             | Hail to Reason                                   | Hail to Reason   |
| 父 ブラックタキシード 1996年生 青毛 | 父の父*サンデーサイレンス Sunday Silence 1986年生 青鹿毛 | Halo                                             | Cosmah                                           |                  |
| 父 ブラックタキシード 1996年生 青毛 | 父の父*サンデーサイレンス Sunday Silence 1986年生 青鹿毛 | Wishing Well                                     | Understanding                                    | Understanding    |
| 父 ブラックタキシード 1996年生 青毛 | 父の父*サンデーサイレンス Sunday Silence 1986年生 青鹿毛 | Wishing Well                                     | Mountain Flower                                  |                  |
| 父 ブラックタキシード 1996年生 青毛 | 父の母*オーピーキャット O. P. Cat 1990年生 青鹿毛        | Storm Cat                                        | Storm Bird                                       | Storm Bird       |
| 父 ブラックタキシード 1996年生 青毛 | 父の母*オーピーキャット O. P. Cat 1990年生 青鹿毛        | Storm Cat                                        | Terlingua                                        |                  |
| 父 ブラックタキシード 1996年生 青毛 | 父の母*オーピーキャット O. P. Cat 1990年生 青鹿毛        | Princess S.                                      | Assagai Jr.                                      | Assagai Jr.      |
| 父 ブラックタキシード 1996年生 青毛 | 父の母*オーピーキャット O. P. Cat 1990年生 青鹿毛        | Princess S.                                      | Princess Thelma                                  |                  |
| 母 ダイタクプルクラ 1997年生 鹿毛   | 母の父ダンスホール Dancehall 1986年生 黒鹿毛             | Assert                                           | Be my guest                                      | Be my guest      |
| 母 ダイタクプルクラ 1997年生 鹿毛   | 母の父ダンスホール Dancehall 1986年生 黒鹿毛             | Assert                                           | Irish Bird                                       |                  |
| 母 ダイタクプルクラ 1997年生 鹿毛   | 母の父ダンスホール Dancehall 1986年生 黒鹿毛             | Cancan Madame                                    | Mr. Prospector                                   | Mr. Prospector   |
| 母 ダイタクプルクラ 1997年生 鹿毛   | 母の父ダンスホール Dancehall 1986年生 黒鹿毛             | Cancan Madame                                    | Wild Madame                                      |                  |
| 母 ダイタクプルクラ 1997年生 鹿毛   | 母の母ダイタクイチバン 1990年生 鹿毛                     | *ノーアテンション                                | Green dancer                                     | Green dancer     |
| 母 ダイタクプルクラ 1997年生 鹿毛   | 母の母ダイタクイチバン 1990年生 鹿毛                     | *ノーアテンション                                | No No Nanette                                    |                  |
| 母 ダイタクプルクラ 1997年生 鹿毛   | 母の母ダイタクイチバン 1990年生 鹿毛                     | ネヴアーイチバン                                 | *ネヴァービート                                  | *ネヴァービート  |
| 母 ダイタクプルクラ 1997年生 鹿毛   | 母の母ダイタクイチバン 1990年生 鹿毛                     | ネヴアーイチバン                                 | ミスナンバイチバン                               |                  |
| 母系(F-No.)                         | スタイルパッチ系（ミスナンバイチバン系）(FN:8-g)         | スタイルパッチ系（ミスナンバイチバン系）(FN:8-g) | スタイルパッチ系（ミスナンバイチバン系）(FN:8-g) | [ § 3 ]          |
| 5代内の近親交配                     | Northern Dancer 5×5                                      | Northern Dancer 5×5                              | Northern Dancer 5×5                              | [ § 4 ]          |
| 出典                                | 1. 2. 3. 4.                                              | 1. 2. 3. 4.                                      | 1. 2. 3. 4.                                      | 1. 2. 3. 4.      |

- 父ブラックタキシードについては同馬の項を参照。
- 母ダイタクプルクラは未勝利馬だが、4代母ミスナンバイチバンから広がる牝系からはカブラヤオー、ダイタクヘリオスなど多くの活躍馬が輩出されている。